# Anna Kołakowska (ilustratorka)
Anna Kołakowska (ur. 26 marca 1924 w Ostrołęce, zm. 14 czerwca 2013 w Warszawie) – polska graficzka, ilustratorka literatury dziecięcej, uczestniczka powstania warszawskiego.

## Życiorys

### Praca i twórczość
Studiowała na Wydziale Grafiki Użytkowej Akademii Sztuk Pięknych w Warszawie, w pracowni prof. Wacława Radwana. W latach 1951–1982 podjęła pracę w redakcji czasopisma „Płomyczek”. Najpierw praktykę w tym miejscu zaproponował jej prof. ASP Konstanty Sopoćko, w niedługim czasie została jego pomocą graficzną, a w 1955 r. zatrudniono ją na stanowisku kierownik artystycznej.
Zilustrowała 25 książek, głównie dla dzieci i młodzieży, m.in. o Fizi Pończoszance  wydanej przez Instytut Wydawniczy Nasza Księgarnia. Jej prace znalazły się także w lekturach Latający Detektyw, Detektyw na pustyni, Ture Sventon w Sztokholmie.
W „Tygodniku Podkowiańskim” ukazały się jej wspomnienia z czasów współpracy z Naszą Księgarnią:

Kierownikiem artystycznym całego wydawnictwa był profesor Michał Bylina – malarz batalista. Po Październiku 1956 zainicjowaliśmy serię «Historia Polski» w obrazach autorstwa prof. Byliny. Poczet królów polskich (reprodukcje dzieł Jana Matejki) szkoły wykorzystywały jako materiały pomocnicze do nauczania historii, portrety były oprawiane i zawieszane w salach lekcyjnych. Wydawaliśmy też dwujęzyczne numery historyczne z myślą o czytelnikach polonijnych. Inną serią, która cieszyła się popularnością, było «Dziecko w malarstwie polskim». Robiłam taką specjalną wkładkę w kolorze z reprodukcjami Stanisława Wyspiańskiego, Olgi Boznańskiej i innych malarzy. I te wkładki stanowiły nieodzowną pomoc w nauczaniu, gdyż podręczniki były czarno-białe. Zależało nam na popularyzowaniu malarstwa, dzieł sztuki i te cele realizowano. Bardzo cennym materiałem okazywały się lektury szkolne, które po wyjęciu z «Płomyczka» mogły dzieci składać w postaci małych książeczek".

Swój styl określała jako rysunek pogodny, satyryczny.

Szczególnie ucieszyła mnie możność wykonania rysunków do sławnej Fizi Pończoszanki (w następnych edycjach „Pipi Langstrump”) wspaniałej pisarki Astrid Lindgren czy trzech tomików o latającym detektywie (Ake Holmberg), jak też Nasza babcia, Wakacje z babcią Ilse Kleberger. W sumie dla „Naszej Księgarni” zilustrowałam ponad 20 książek. (...) Jeszcze do końca lat dziewięćdziesiątych, czyli praktycznie do końca istnienia mojej „Naszej Księgarni” utrzymywałam kontakt z wydawnictwem, np. zastępując koleżanki podczas ich urlopów. Nie zerwałam więzów z pismem, ale ten późniejszy „Płomyczek”, zmieniający się i zmieniany zaczynał być mi już coraz bardziej obcy.

Anna Kołakowska projektowała również pocztówki i plansze dla Muzeum Etnograficznego w Warszawie. Na emeryturę przeszła w 1983 r.

### Okres wojenny
Przed wojną wraz z rodzicami Szymonem i Antoniną (z domu Pichta) mieszkała w Warszawie przy ul. Chełmżyńskiej (obecnie Płatniczej). Jako harcerka należała do Hufca Żoliborz. W czasie powstania była sanitariuszką (ps. „Hala” i „Melodia”) II Obwodu „Żywiciela” (Żoliborz) Warszawskiego Okręgu Armii Krajowej. Zajmowała się rannymi w szpitalu na Bielanach (w pomieszczeniach „Naszego Domu” przy pl. Konfederacji 42/44), choć już 1 sierpnia 1944 r., czyli w dniu wybuchu powstania, została ranna w nogę. W szeregach Armii Krajowej walczyli także jej ojciec Szymon Kołakowski i siostra Maria Kołakowska ps. „Zosia” (1927−1954). Po kapitulacji Żoliborza siostra i ojciec trafili do obozów, Annę wywieziono do Pruszkowa, a potem do Koniecpola.

### Po wojnie
Po wojnie przez kilka lat mieszkała w Krakowie, bo – jak wspomina – z powodów politycznych (jako uczestniczka powstania warszawskiego) nie dostawała pozwolenia na powrót do stolicy. Dopiero w latach 60. (po odwilży politycznej) powróciła do Warszawy i ponownie zamieszkała na Bielanach. W latach 80. przeprowadziła się do Podkowy Leśnej. Została pochowana na Cmentarzu Wawrzyszewskim w Warszawie.

## Wystawy
Wystawa zbiorowa ilustratorów polskiej literatury dziecięcej „Mistrzowie Ilustracji” zorganizowana w 2012 przez Ośrodek Edukacji Muzeum Łazienki Królewskie oraz Wydawnictwo Dwie Siostry w centrum edukacyjnym w Starej Kordegardzie. Prace Anny Kołakowskiej znalazły się obok prac innych przedstawicieli Polskiej Szkoły Ilustracji, m.in. Bohdana Butenki, Zbigniewa Lengrena, Jana Marcina Szancera, Teresy Wilbik.

## Ilustracje
- Fizia Pończoszanka wchodzi na pokład, Fizia Pończoszanka na południowym Pacyfiku Astrid Lindgren (wyd. NK)
- A jednak się kręci Stanisławy Platówny
- Latający Detektyw, Detektyw na pustyni, Ture Sventon w Sztokholmie Ake Holmberg
- Wielka heca z gitarą Zofii Woźnickiej